# Dogging
Dogging – angielski eufemizm, określający podejmowanie aktywności seksualnej w miejscach publicznych (takich jak park lub kino) lub oglądanie osób podejmujących taką aktywność (stąd powiązanie z voyeuryzmem i ekshibicjonizmem). Osoby biorące udział w doggingu mogą być oglądane przez przypadkowych widzów lub przez osoby zaproszone przez internet.